# Christoffer Källqvist
Patrik Christoffer Källqvist (Göteborg, 26 agosto 1983) è un ex calciatore svedese, di ruolo portiere.

## Carriera
Cresciuto nelle giovanili del BK Häcken, nel 2000 è entrato a far parte della prima squadra. Nel corso della sua carriera ha sempre difeso la porta del club giallonero, nonostante alcuni provini in Inghilterra e Norvegia. Oltre alle stagioni trascorse fra prima e seconda serie svedese, con l'Häcken nel 2007 e nel 2013 ha giocato rispettivamente in Coppa UEFA ed Europa League.
Nel corso della stagione 2015 ha perso il posto di titolare in favore di Peter Abrahamsson. È rimasto all'Häcken per altre tre stagioni durante le quali ha continuato a rivestire il ruolo di riserva, fino al ritiro dal calcio giocato avvenuto al termine dell'Allsvenskan 2018.

## Palmarès

### Club

#### Competizioni nazionali
- Superettan: 1

Häcken: 2004
- Coppa di Svezia: 1

Häcken: 2015-2016